# Ramon Sanvisens i Marfull
Ramon Sanvisens Marfull (Barcelona, 18 de març de 1917 - 1 de març de 1987) fou un pintor català.
El 1933 ingressà a l'Escola d'Arts i Oficis del Clot on fou deixeble de Domènec Soler. Dos anys després ingressà a l'Escola d'Arts i Oficis de Llotja, on fou deixeble de Lluís Muntané. Amb l'esclat de la Guerra Civil fou mobilitzat per anar al front. Posteriorment, es matriculà de nou a l'Escola Superior de Belles Arts de Sant Jordi, on va ser deixeble de Monreal i Tejada, Miquel Farré, Emest Santasusagna, Pérez Dolz, Francesc Labarta i Enric Monjo. També l'influencià l'obra de Joaquim Mir.
El 1944 realitzà la seva primera exposició individual a Galerías Españolas de Barcelona i el 1945 residí a París, on estudià les obres de Vincent van Gogh, Cézanne, Gauguin i Bonnard. El 1946 obtingué la pensió El Paular i visqué als Països Baixos, on estudià Rembrandt, Vermeer i Franz Hals. El 1957 fou nomenat Professor Interí de Pintura a l'Escola Superior de Belles Arts de Sant Jordi; el 1965 guanyà per oposicions la plaça de Professor Auxiliar Numerari de la mateixa institució i, el 1971, en fou nomenat Secretari. El 1975 cessà en els seus càrrecs en aguditzar-se una malaltia a l'ull esquerre i en produir-se els primers símptomes d'una insuficiència respiratòria crònica.
Sanvisens fou un entusiasta de la pintura a l'aire lliure. La seva obra és tota llum, color, ritme i moviment; les oliveres, len vinyes, els sembrats vibren i llampeguegen amb el sol. Els pagesos treballant al camp -tema molt estimat del pintor- formen part de la terra, de vegades vermells es confonen amb els sembrats torrats de l'estiu. Els anys cinquanta del segle passat, fou un assidu a les Biennals d'Art de Montblanc on aconseguí els primers premis de dibuix i pintura. En la dècada següent s'enamorà del poble de Canyelles (Garraf) on comprà una casa i pintà intensament, molt sovint en companyia de deixebles de l'escola de Belles Arts i d'amics. Fou molt popular i estimat al poble on, a més d'organitzar concursos de pintura ràpida, participà en nombroses accions cíviques; l'ajuntament de Canyelles, agraït li dedicà un carrer.
El 1986 se celebrà la darrera exposició en vida del pintor, organitzada per la Fundació "la Caixa" de Barcelona, mostra que es traslladà després a Madrid. La matinada del dia 1 de març de 1987 morí a la Clínica Sant Josep de Barcelona. Durant el mes següent li fou dedicat un homenatge al Cercle Artístic de Sant Lluc.

Imatges relacionades amb Ramon Sanvisens
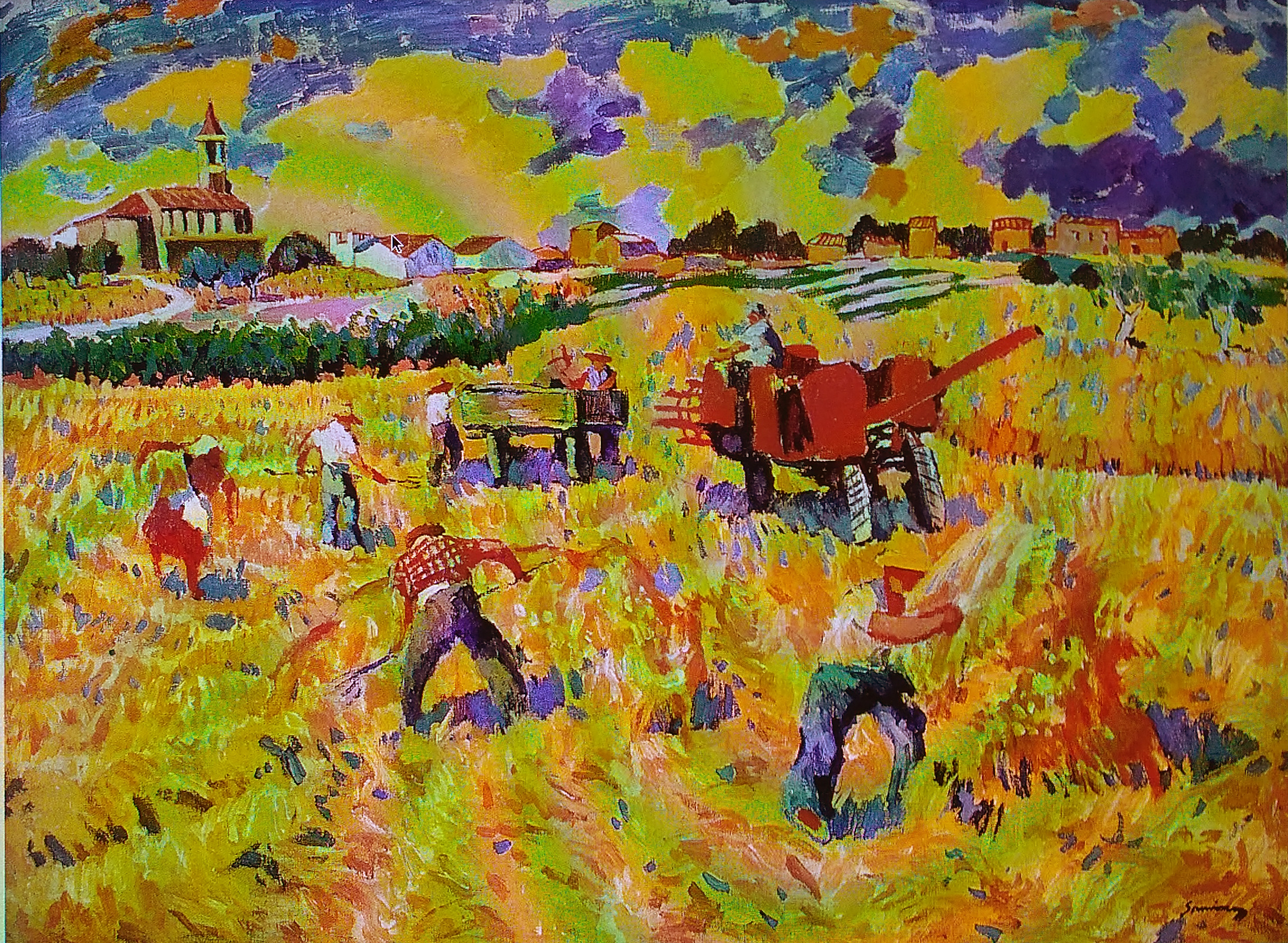
Ramon Sanvisens. El segar, oli pintat vers l'any 1968.
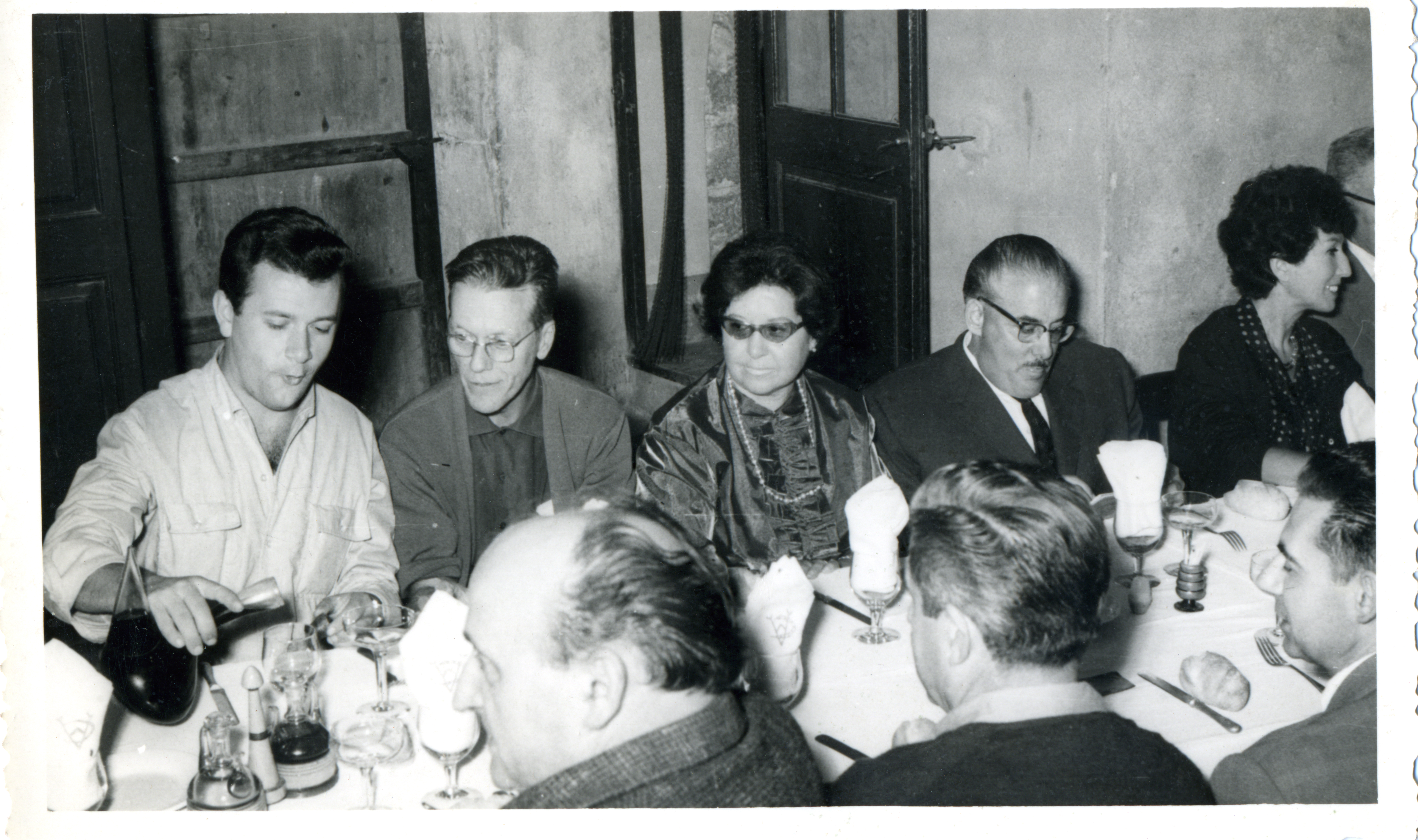
El pintor Sanvisens (amb Joan Soler Jové i el matrimoni Fresquet) en un sopar d'artistes de la Biennal d'Art de Montblanc. 1959.
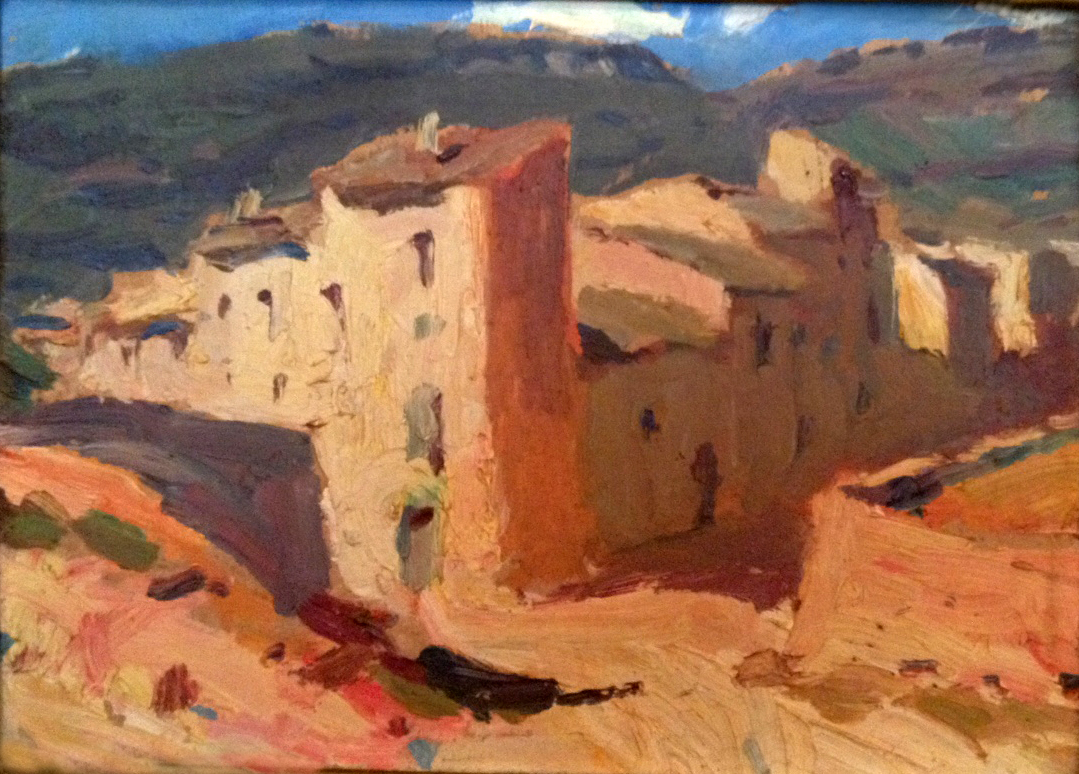
Ramon Sanvisens. Montblanc "Des del Foradot", nota a l'oli, 1958 (col. particular).
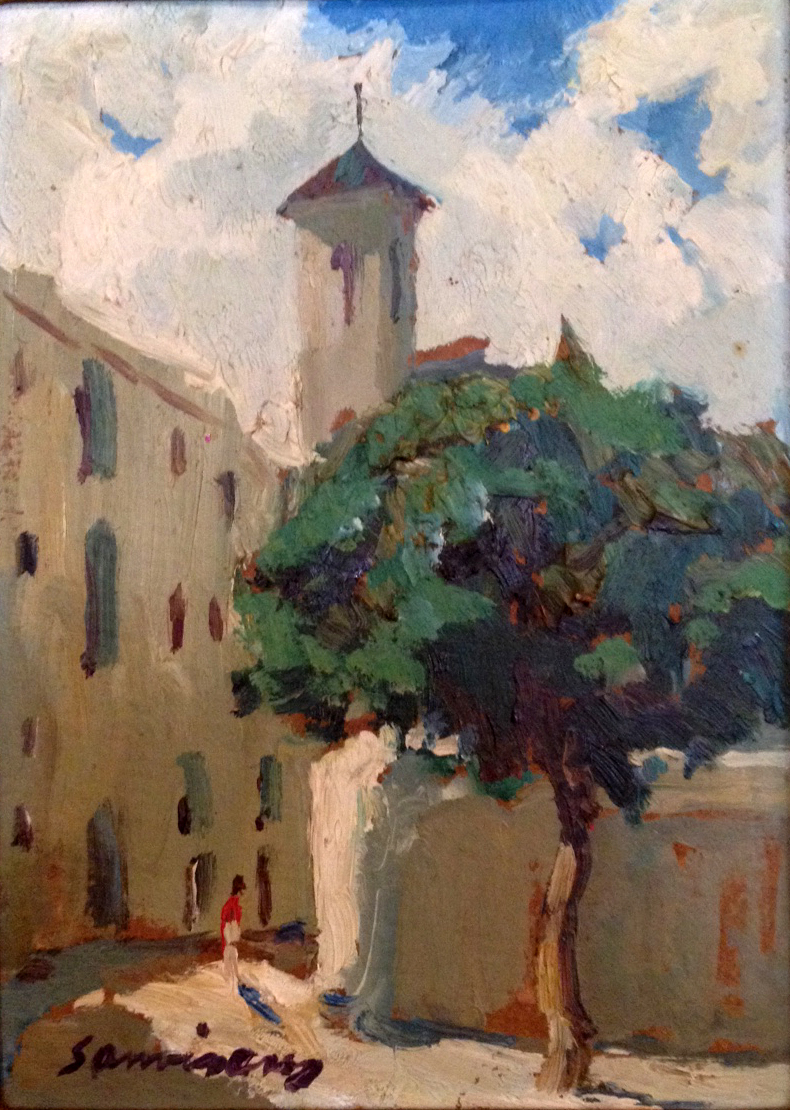
Ramon Sanvisens. Montblanc, "Darrera Sant Miquel", nota a l'oli, 1958 (col. particular).